# Karin Almqvist
Karin Almqvist, född 1973, är en tidigare svensk handbollsspelare.

## Klubblagskarriär
Karin Almqvist spelade innan Sävehoftiden i klubben Kungälvs HK. Hon har också representerat Kärra HK. Övergångsår är okända.
Samma år som Sävehof vann sitt första SM-guld började Karin Almqvist spela för klubben. Karin Almqvist spelade sedan för IK Sävehof under 9 säsonger 1993-2002 och spelade 298 matcher, näst flest efter Ida Odén som rekordet i klubben med 307 matcher Almqvist har gjort 629 mål i laget. I ett referat från Sydsvenskan 2002 beskriver man Karin Almqvist som matchvinnare i en match mot Team Eslöv som Sävehof vann med 18-17. Hon var alltså en ledande spelare även sitt sista spelår för klubben. Främsta nationella meriten blev SM-guldet 2000 med IK Sävehof.

## Landslagskarriär
Almqvist spelade i ungdomslandslagen 1991-1993 och hon spelade 13 matcher och stod för 6 mål. Almqvist spelade sedan i A-landslaget i 24 matcher. Landslagsdebut 13 mars 2001 mot Polen och sista matchen i landslaget mot Österrike i VM 2001. Då hon var med i det "leende landslaget" i VM i Italien så hon gjorde mästerskapsdebut 28 år gammal. Hon spelade dock bara i tre av VM-matcherna mot Kongo-Brazzaville, Angola och Österrike.
Landskampsfacit är att hon spelade 24 matcher, varav 10 vanns av Sverige, tre slutade oavgjorda och 11 slutade med förluster. Målskillnad i dessa 24 matcher är 608 gjorda och 610 insläppta mål. Karin Almqvist stod för 23 gjorda mål. Hon fick 12 gula kort och blev utvisad 14 gånger, och en gång ett rött kort.